# Castro de Coaña

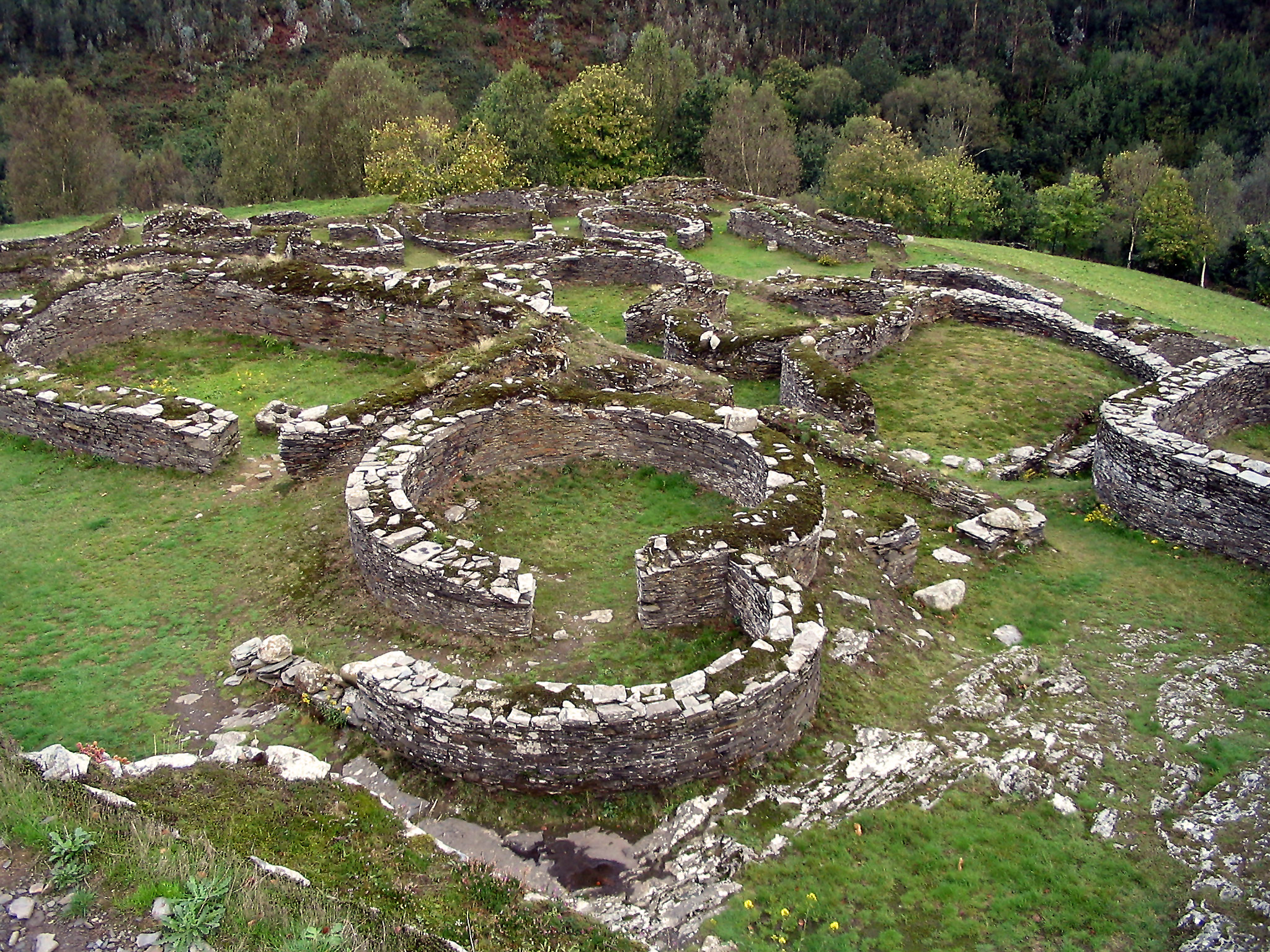
El Castro de Coana

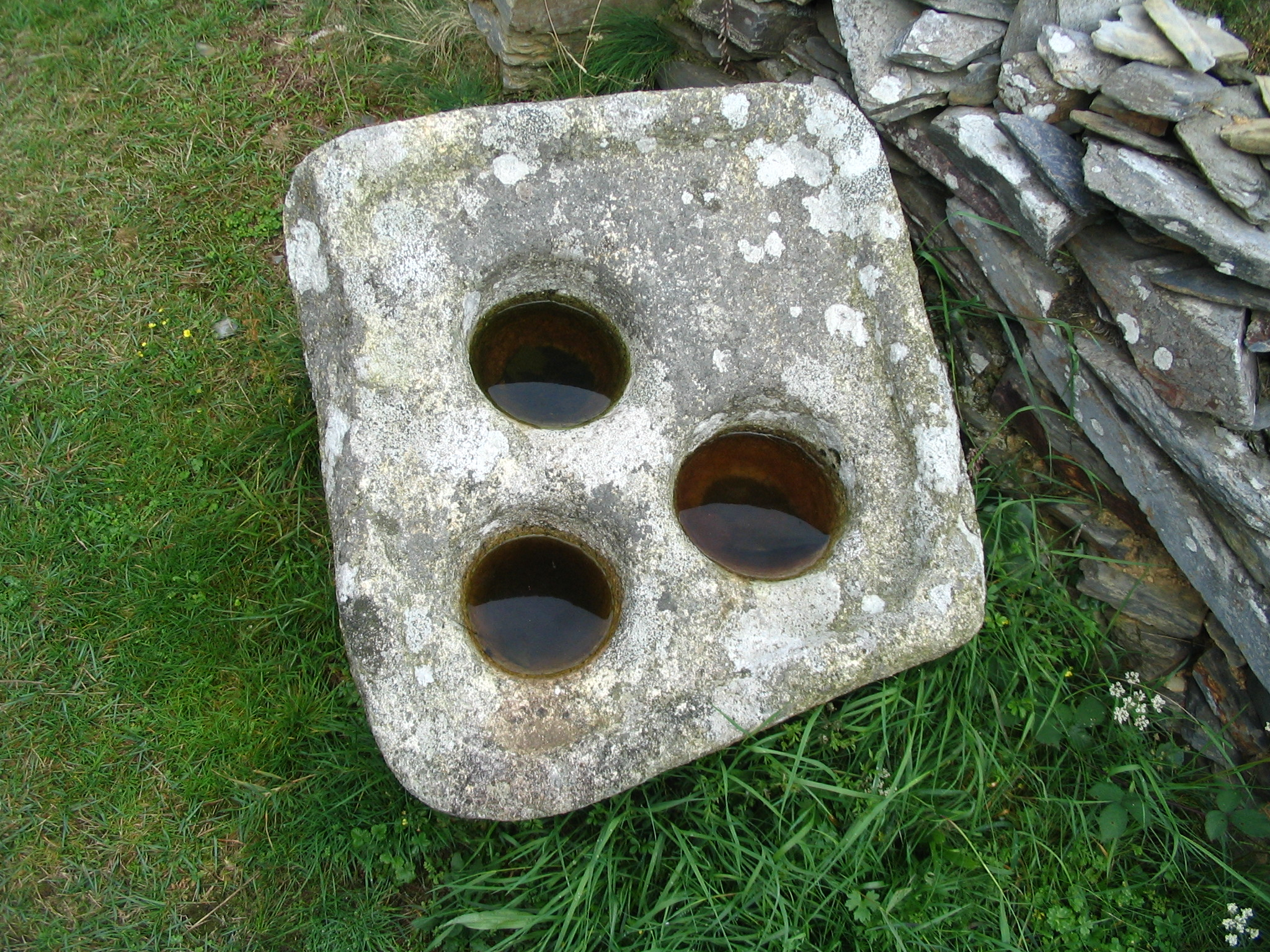
Multipler Getreidemörser

Das Castro de Coaña ist eine eisenzeitliche, keltische Siedlung aus dem 1. Jahrhundert n. Chr., der so genannten Castrokultur im Westen Asturiens (Spanien) nahe der Stadt Navia bei Coaña.

## Beschreibung
Sehr gut erhalten sind fast 100 meist kreisrunde Fundamente der Steinhäuser, der auf einer Bergkuppe gelegenen Siedlung, die bereits 1877 Ziel archäologischer Ausgrabungen war. Ebenso findet man mehrere gut erhaltene Getreidemörser und eine Anlage für den Wasserkult, ähnlich den Pedra Formosa wie sie im portugiesischen Sanfins erhalten sind.